# ایزوآمیل استات
ایزوآمیل استات (به انگلیسی: Isoamyl acetate) با فرمول شیمیایی C۷H۱۴O۲ یک ترکیب شیمیایی است. که جرم مولی آن ۱۳۰٫۱۹ g/mol می‌باشد. 